# 28 octobre 1912
Le lundi 28 octobre 1912 est le 302e jour de l'année 1912.

## Naissances
- Art Chapman (mort le 3 février 1986), joueur de basket-ball canadien
- Jean Stephan (mort le 13 avril 1942), résistant français
- Johannes Herbert (mort le 30 décembre 1978), lutteur allemand spécialiste de la lutte libre
- Richard Doll (mort le 24 juillet 2005), médecin épidémiologiste britannique

## Décès
- Edgar Tinel (né le 27 mars 1854), compositeur et pianiste
- Frédéric de Vernon (né le 17 novembre 1858), sculpteur et graveur en médailles français

## Événements
- Début de la bataille de Lule-Burgas